# Rakovica (Kozarska Dubica)
Pour les articles homonymes, voir Rakovica.
Rakovica (en serbe cyrillique : Раковица) est un village de Bosnie-Herzégovine. Il est situé dans la municipalité de Kozarska Dubica et dans la république serbe de Bosnie. Selon les premiers résultats du recensement bosnien de 2013, il compte 123 habitants.

## Démographie

### Évolution historique de la population dans la localité
| 1948 | 1953 | 1961 | 1971 | 1981 | 1991 | 2013 |
| ---- | ---- | ---- | ---- | ---- | ---- | ---- |
| 393  | 388  | 423  | 455  | 424  | 288, | 123  |

|  |